# Ladislav Bittman
Ladislav Bittman (12. ledna 1931 Praha – 18. září 2018 Rockport) byl český agent Státní bezpečnosti, který v roce 1968 přešel na Západ. Poté používal jméno Lawrence Martin-Bittman, ve službách Státní bezpečnosti používal krycí jméno Brychta.

## Kariéra

### Ve službách Východu
Do Komunistické strany Československa vstoupil v roce 1946 ve věku 15 let. Od roku 1950 studoval na fakultě mezinárodních vztahů. V říjnu 1953 byl členem československé delegace Repatriační komise neutrálních států v Koreji. Po návratu mu bylo sděleno, že se po dokončení studií stane členem rozvědky.
1. září 1954 tak Bittman zahájil studia na operativní rozvědné škole, známé také jako „Šternova špionážní škola“. V březnu 1955 přešel na 8. studijní odbor, analytická část První správy Státní bezpečnosti. Tento odbor analyzoval výsledky operativních odborů a také zadával úkoly jejich prostřednictvím agentům StB. Připravoval i tzv. denní zprávy ministrovi vnitra a některým členům Ústředního výboru KSČ. Bittman měl na starosti oblast Západního Německa.
1. února 1958 byl Bittman přeložen na operativní 4., tzv. Německo-rakouský odbor, který měl na starosti mimo jiné únosy lidí ze Západu. Po několika letech získal v roce 1961 místo v Berlíně jako kulturní atašé, odkud řídil činnost několika agentů, pronikajících do orgánů v Západním Berlíně. V roce 1963 se vrátil zpět do Československa a o rok později se stal zástupcem náčelníka 8. odboru aktivních opatření, který se zabýval provokacemi a vytvářením dezinformací. První operací nového odboru byla akce Neptun – nález falešných dokumentů kompromitujících vedoucí činitele SRN na dně šumavského Černého jezera. Úspěšnost dezinformačních kampaní československé Státní bezpečnosti pozitivně hodnotila i sovětská KGB.
V roce 1966 začal studovat postgraduálně na novinářské fakultě Karlovy univerzity a autorsky se podílel na knize, rekapitulující neúspěchy CIA v poválečném Československu. Vyžadovalo to studium přísně tajných archivních materiálů, které StB zpřístupnila jen pro Ladislava Bittmana. Při psaní spolupracoval s novinářem Miroslavem Hladkým, kniha Dirigent zákulisí vyšla v roce 1966 pod autorskými pseudonymy Gabriel Guth a Otto Müller. Později, v roce 1977 byl na námět této knihy natočen celovečerní film Tichý Američan v Praze (režie Josef Mach a Štěpán Skalský). Oba autoři ještě na začátku roku 1968 společně vydali knihu První zemřel kancléř (pod jmény Vladimír Bauman, Miroslav Hladký), ale na ní se již dezinformační odbor StB nepodílel.
Bittmanovy úspěchy vedly k tomu, že byl znovu vyslán na trvalý pobyt do zahraničí. Stal se tzv. rezidentem ve Vídni. Zde ho zastihly události pražského jara, Bittman se postavil na stranu kritiků sovětské srpnové invaze a 3. září 1968 zběhl na Západ – přes Německo odjel do Spojených států. O dva roky později byl za to v Československu v nepřítomnosti odsouzen na sedm let nepodmíněně.

### Ve službách Západu
Americké tajné služby Bittman informoval o tom, jak fungovaly a jaké činnosti prováděly komunistické rozvědky. V květnu 1971 vypovídal pod krycím jménem Lawrence Britt před podvýborem Senátu amerického Kongresu. Díky svému někdejšímu vysokému postavení mohl podat americkým úřadům informace o více než polovině agentů StB působících v Německu a Rakousku a dostatečně podrobné znalosti měl i o činnosti StB v dalších zemích. Československé soudy ho za vystoupení před kongresem v roce 1972 odsoudily v nepřítomnosti k trestu smrti a propadnutí majetku. Rehabilitován byl až v roce 1994.
Své zkušenosti z práce v komunistických tajných službách vložil i do několika knih, které byly vydány v USA, Německu, Indonésii, Španělsku a Kanadě. Působil na Bostonské univerzitě, přednášel o mezinárodní komunikaci, dezinformaci a propagandě. Své působení ukončil s titulem emeritní profesor.
Po ukončení akademické kariéry se věnoval výtvarnému umění. Při malování používal vodové barvy. Svá díla charakterizoval jako realistické fantazie či semiabstraktní vize. Mezi zdroje své inspirace řadil Josefa Ladu a Friedensreicha Hundertwassera. Byl stálým členem uměleckého sdružení Local Colors Artisans Cooperative v Gloucesteru ve státě Massachusetts.